# Rörvattnet, Lappland
Rörvattnet är en sjö i Rana kommun i Lappland och ingår i Umeälvens huvudavrinningsområde. Sjön har en area på 0,0955 kvadratkilometer och ligger 666 meter över havet. Rörvattnet ligger i Vindelfjällen Natura 2000-område. Sjön avvattnas av vattendraget Rörfjällsbäcken.

## Delavrinningsområde
Rörvattnet ingår i det delavrinningsområde (733777-144965) som SMHI kallar för Utloppet av Rörvattnet. Medelhöjden är 712 meter över havet och ytan är 0,81 kvadratkilometer. Räknas de 2 avrinningsområdena uppströms in blir den ackumulerade arean 8,34 kvadratkilometer. Rörfjällsbäcken som avvattnar avrinningsområdet har biflödesordning 2, vilket innebär att vattnet flödar genom totalt 2 vattendrag innan det når havet efter 452 kilometer. Avrinningsområdet består mestadels av kalfjäll (88 procent). Avrinningsområdet har 0,1 kvadratkilometer vattenytor vilket ger det en sjöprocent på 11,8 procent.